# لولوبة سيمبسونية
لولوبة سيمبسونية (الاسم العلمي:Spiranthes x simpsonii) هي نوع هجين من النباتات يتبع جنس اللولوبة من الفصيلة السحلبية.